# Cristina Campos
Cristina Campos (Barcelona, 1975) es una escritora y guionista española.

## Trayectoria
Estudió Humanidades en la Universidad Autónoma de Barcelona, terminó sus estudios en la Universidad de Heidelberg. Compagina su labor como directora de casting en la industria cinematográfica con la escritura. Su novela Pan de limón con semillas de amapola, del 2016, fue adaptada al cine por Benito Zambrano con el mismo título.
Está casada con Jaume Balagueró con quien tienen tres hijos.

## Reconocimiento
En 2022 fue finalista del Premio Planeta con Historias de mujeres casadas  bajo el seudónimo Gabriela Hausmann.